# Гиппокампус (мифология)

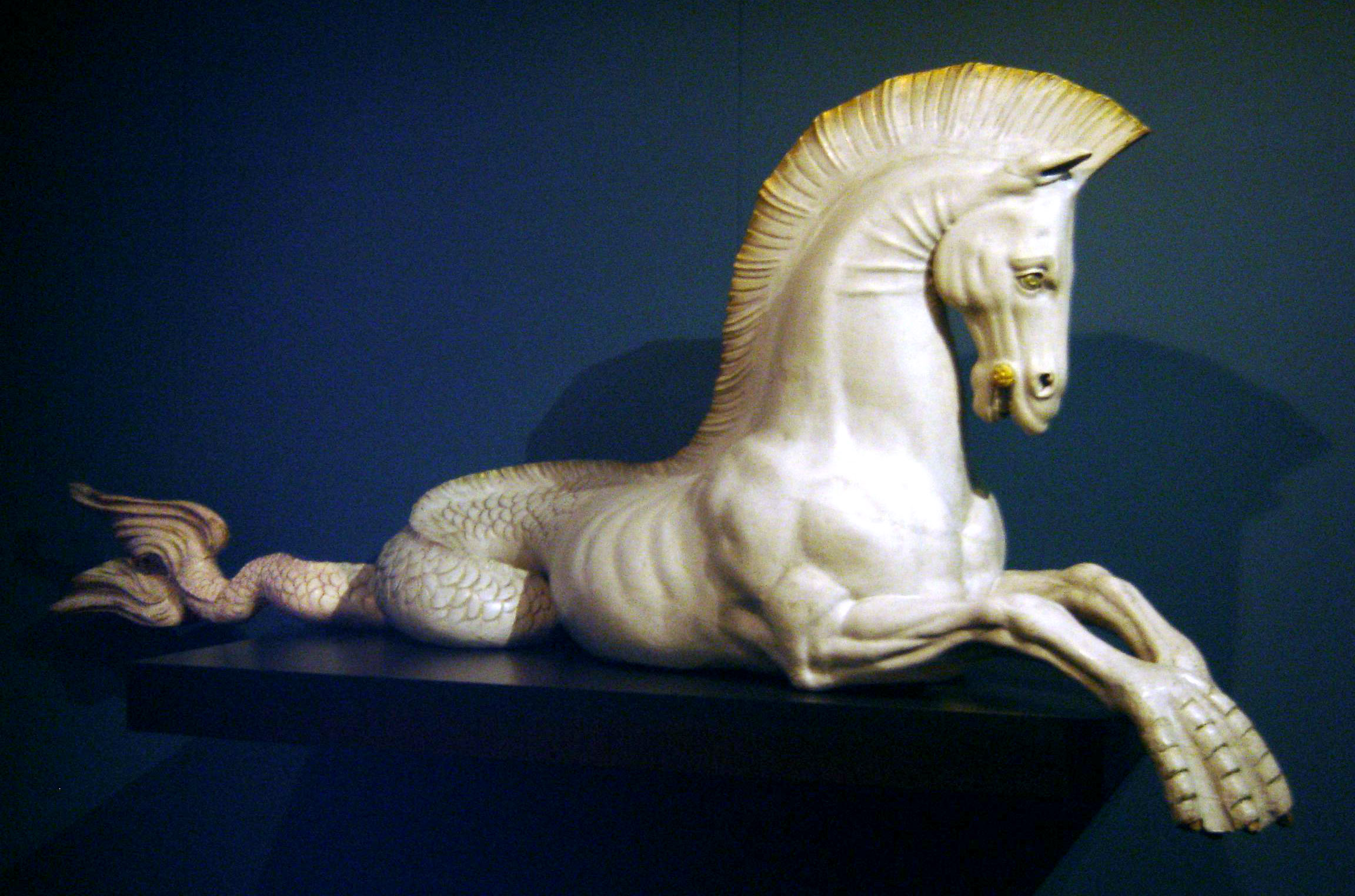
Геральдическая фигура гиппокампуса

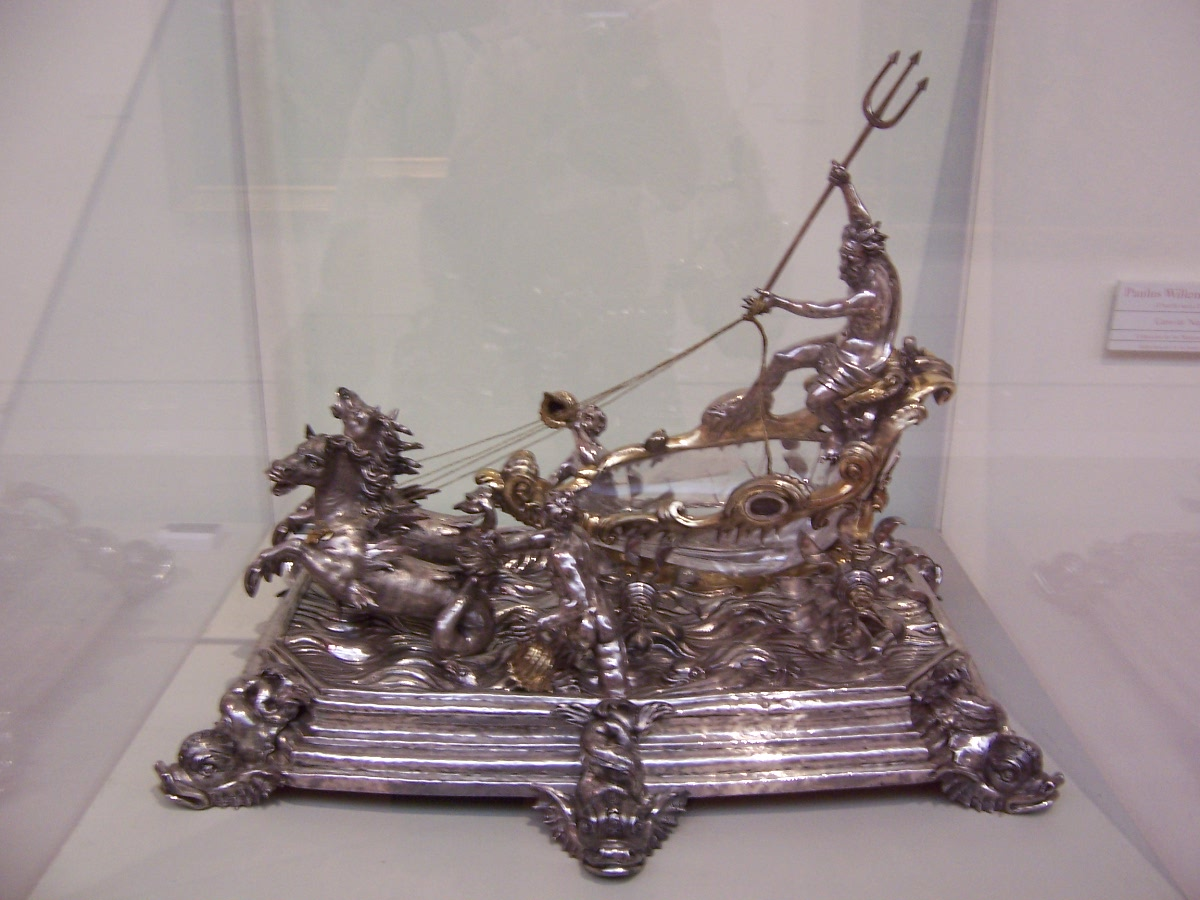
Посейдон на колеснице, запряжённой гиппокампусами

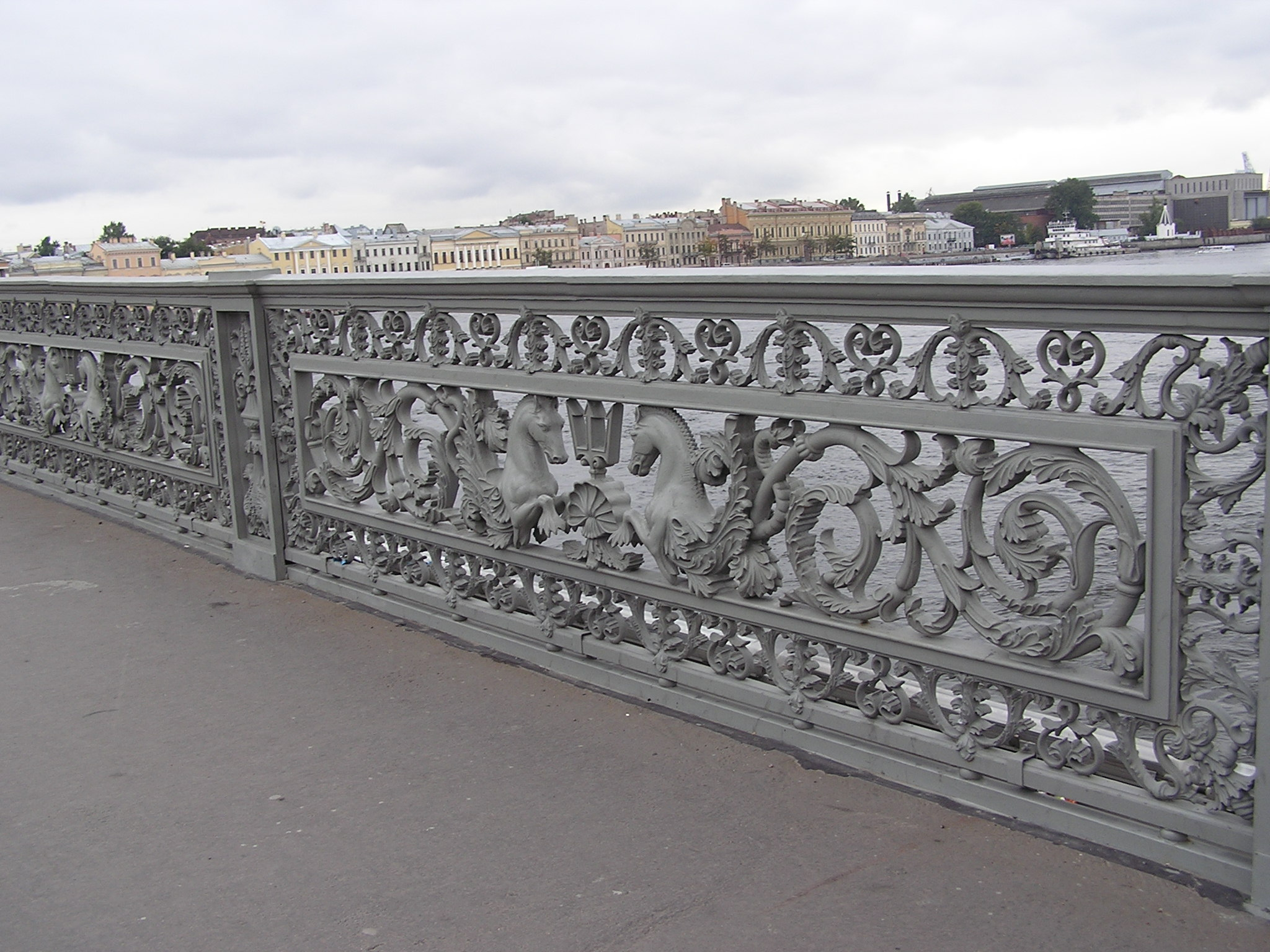
Перила Благовещенского моста в Санкт-Петербурге

Гиппока́мпус (гиппока́мп) (др.-греч. ἱππόκαμπος, от ἵππος «лошадь» и κάμπος «морское чудовище»; лат. hippocampus), также называемая гидриппусом (водяной лошадью, от др.-греч. ὑδρο- «вода» +ἵππος) — в греческой мифологии морская лошадь с рыбьим хвостом. На них также ездили нереиды. Гиппокамп считается царём рыб. Отождествляются с кетами (то есть китами).
Морские божества в Древней Греции и Риме часто изображались на колесницах, запряженных гиппокампами. В частности, гиппокампы были запряжены в колесницу греческого бога морей Посейдона. В честь гиппокампа как символа Посейдона получил название спутник Нептуна.
Образ гиппокампа популярен в искусстве Среднего Востока, на территории Бактрии, ирано-парфянского региона (Дура-Европос) и Восточного Туркменистана.
Гиппокамп стал символом одной из самых распространённых серий часов Omega — Seamaster.
Воплощённых в металле гиппокампусов можно увидеть в ограде Благовещенского моста в Санкт-Петербурге (бывш. мост лейтенанта Шмидта).
В геральдике гиппокамп используется, начиная с эпохи Возрождения, для обозначения связи с мореходством.

## Гиппокамп в Средней Азии
Образ гиппокампа — коне-змея или коне-дракона типичен в искусстве Средней Азии для кушанской эпохи. Он встречается на хорезмийских печатях из Беркут-калы и на стеатитовых палетках Афганистана. На стеатитовой палетке, найденной на юге Таджикистана, на городище Яван в кушанском слое, изображён всадник на гиппокампе, летящем в галопе. Передняя часть тела зверя изображена лошадиной с хорошим знанием анатомической пластики, а туловище коня переходит в гибкий змеиный хвост, свёрнутый двойной петлёй с круто загнутым кверху хвостом.